# Alessandra Riccio
Alessandra Riccio (Lero, 6 dicembre 1939 – Napoli, 18 maggio 2023) è stata un'ispanista, saggista e traduttrice italiana.

## Biografia
Nata in Grecia, a Lero, isola del Mare Egeo, fu a lungo docente di letteratura ispano-americana presso l'Università Orientale di Napoli, dopo aver insegnato per alcuni anni a Cuba (era anche stata corrispondente da quel Paese per il quotidiano L'Unità). 
Scrisse numerosi saggi e articoli, perlopiù incentrati sulla letteratura iberica postcoloniale. Tradusse molti testi dallo spagnolo e si interessò anche di studi di genere.
Con Gianni Minà, che le premorì di poche settimane, aveva fondato la rivista anticapitalista Latinoamerica.